# Episinus maculipes
Episinus maculipes är en spindelart som beskrevs av Cavanna 1876. Episinus maculipes ingår i släktet Episinus, och familjen klotspindlar. Utöver nominatformen finns också underarten E. m. numidicus.